# Louis Baunard
Louis Baunard (Bellegarde, 24 agosto 1828 – Gruson, 9 novembre 1919) è stato un presbitero, teologo, saggista, scrittore, storico e rettore francese, presso l'Università Cattolica di Lilla.

## Tesi
Monsignor Baunard fu oppositore della massoneria, del giudaismo e del protestantesimo, ritenendoli responsabili dell'anticlericalismo.

## Opere
- Théodulfe, évêque d'Orléans et abbé de Fleury-sur-Loire (1860)
- Roseline de Villeneuve. Souvenirs de Provence (1865)
- Histoire de Saint Ambroise (1871). La seconde édition de 1872 est complétée d'un nouveau chapitre: la découverte du tombeau du saint qui eut lieu le 8 août 1871 dans la basilique et accompagnée d'une lettre du pape Pie IX
- Histoire de la bienheureuse Mère Madeleine Sophie Barat, fondatrice de la société du Sacré-Cœur de Jésus (plusieurs éditions de 1876 à 1879)
- Histoire de Madame Duchesne, religieuse de la société du Sacré-Cœur de Jésus et fondatrice des premières maisons de cette société en Amérique (plusieurs éditions, de 1878 à 1882)
- Le Vicomte Armand de Melun d’après ses mémoires et sa correspondance (1880)
- Histoire du Cardinal Pie, évêque de Poitiers (1886)
- Dieu dans l’école. Le collège Saint-Joseph (1888)
- Louise de Marillac, fondatrice des Filles de la charité de Saint Vincent de Paul
- Le Cardinal Lavigerie (plusieurs éditions, de 1883 à 1896)
- Le Général de Sonis d’après ses papiers et sa correspondance. (plusieurs éditions, de 1890 à 1894)
- Espérance. Un réveil de l’idée religieuse en France (1892)
- Le Combat de la Foi Études biographiques et apologétiques. La Foi et ses victoires. Conférences sur les plus illustres convertis de ce siècle. (1893)
- Autour de l’Histoire, scènes et récits (1898)
- Une visite chez Volta (1898)
- La Foi et ses victoires (1901-1902)
- Un siècle de l’Église de France, 1800-1900 (1902)
- L’Apôtre Saint-Jean (1906)
- Ernest Lelièvre et les fondations des petites sœurs des pauvres, d’après sa correspondance 1826-1889 (1907)
- Le Doute et ses victimes dans le siècle présent (1909)
- L’Évangile des pauvres (1909)
- Frédéric Ozanam, d'après sa correspondance (1913)
- Les Deux Frères, cinquante années de l’action catholique dans le Nord. Philibert Vrau — Camille Feron-Vrau 1829-1908 (1926)
- Le Vieillard. La Vie montante. Pensées du soir (1939)